# 가상 채널
가상 채널(Virtual channel)은 대부분의 통신 조직에서 H.222 프로그램 연관 테이블 및 프로그램 매핑 테이블에 사용되는 프로그램 번호를 수신기 리모콘에 숫자로 입력할 수 있는 채널 번호로 다시 매핑하는 방법이다.
가상 채널은 디지털 TV에서 구현되어 사용자가 쉽게 채널로 이동할 수 있도록 돕고 일반적으로 아날로그 방송에서 디지털 방송으로의 전환을 쉽게 해준다. 가상 채널 할당은 아날로그 TV 시대에 북미에서 일반적이었던 것처럼 TV 방송국이 전송 중인 RF 채널("채널 6 스프링필드")을 따라 세계 일부 지역에서 매우 일반적이다. 유럽과 같은 세계 다른 지역에서는 가상 채널이 거의 사용되거나 필요하지 않다. 왜냐하면 그곳의 TV 방송국은 RF 채널이나 호출 부호가 아닌 이름으로 자신을 식별하기 때문이다.
"가상 채널"은 북미에서 디지사이퍼 2(DigiCipher 2)에 처음 사용되었다. 나중에 LCN(논리 채널 번호)이라고 불리며 NDS 그룹과 다른 시장의 NorDig가 널리 사용하는 개인 유럽 디지털 비디오 방송 확장에 사용되었다.
유료 TV 사업자는 콘텐츠나 출처별로 채널을 그룹화하고 광고를 현지화하려는 요구를 충족하기 위해 채널 재할당 및 재배열에 이러한 시스템을 처음으로 사용했다.
ATSC(Advanced Television Systems Committee) 표준을 사용하는 무료 방송 방송국은 둘 다 동시 방송할 때 NTSC 채널이 사용했던 것과 동일한 텔레비전 주파수 채널 할당을 사용했다. 그들은 디지사이퍼 2 방법을 통해 이를 달성했다. 그러면 시청자는 동일한 번호를 사용하여 두 서비스 중 하나를 불러올 수 있다.